# Риф (планина)
Вижте пояснителната страница за други значения на Риф.

Риф или Ер Риф (на арабски: جبال الريف) е планинска верига в северната част на Мароко, най-северната част от Атласките планини. Тя се простира като дъга на около 320 km, от Гибралтарския проток на северозапад покрай югозападния бряг на Средиземно море до най-долното течение на река Мулуя. Максималната ѝ височина е връх Тидигин (2455 m), издигащ се в централната ѝ част. Северните ѝ склонове стръмно се спускат към брега на Средиземно море, а югозападните, южните и югоизточните – стъпаловидно към равнината Мароканска Месета. На юг, в района на град Таза, чрез ниска седловина се свързва с планинската верига на Среден Атлас. Изградена е предимно от варовици и е прорязана от дефилета на множество реки. От южните ѝ склонове извират реките Лукос, Верга (десен приток на Себу) и Мсун (ляв приток на Мулуя). На север към Средиземно море текат предимно къси, с голям наклон и почти целогодишно постоянни реки – Лау, Уринга, Некор, Зеракна и др. Планината е най-дъждовната област в цяло Мароко (до 2000 mm годишно). Долните участъци на северните склонове на планината са обрасли с маквиси и гори от корков и каменен дъб, а нагоре следват иглолистни гори, съставени от атласка хвойна, туя и храстовиден кедър. По южните склонове има множество плантации, заети от овощни градини.
В планината има от 5 до 8 популации на застрашения берберски макак (Macaca sylvanus) и вида медоносна пчела (Apis mellifera major). В по-влажните западни и централни части се срещат атласки кедър (Cedrus atlantica), корков дъб (Quercus suber), каменен дъб (Quercus ilex) и последните останали гори от мароканска ела (Abies pinsapo marocana), подвид на испанската ела (Abies pinsapo). По източните, по-сухи склонове има по-скоро борови гори, най-вече от видовете алепски бор (Pinus halepensis), приморски бор (Pinus pinaster) и тетраклинис (Tetraclinis). През последния век Риф страда от тежко обезлесяване поради прекалена паша, горски пожари, изсичане на гори за освобождаване на земеделски земи, основно за отглеждане на коноп, и отмиване на най-горния слой на почвата.

## История
Коренното население на Риф са рифийците, подгрупа на берберите. През XI век пр.н.е. тук се появяват финикийците, които създават множество търговски селища в района. По-късно Риф попада в ръцете на новата велика сила в региона, Картаген. След Третата пуническа война Картаген е завладян напълно от Рим и Риф става част от провинция Мавретания. По времето на Клавдий тя е разделена, при което гр. Тингис (дн. Танжер) става столица на провинция Тингитанска Мавретания. През V век попада под вандалска власт, а през VI век част от него е завладяна от Византийската империя.
През 710 г. е установено царство Некор и скоро голяма част от берберите приемат исляма. Не след дълго по тези земи се установяват и арабите. През XV век в Риф се настаняват много маври, прогонени от Испания, които пренасят характерната андалусийска култура в Мароко. Оттогава Риф става сцена на множество войни между мароканските династии, Испания и Португалия, които впоследствие спират за четири века до Мароканско-испанската война от 1859 – 1860 г., която е загубена от Мароко. През XX век конфликтите между Испания и Мароко продължават, като най-значителна е Войната за Риф от 1920 г.
Мароко получава пълната си независимост отново през 1956 г.

## Градове
Най-големите градове в Риф са Танжер, Тетуан, Надор и Ал Хосейма.